# Layers of Time
Layers of Time è un singolo del gruppo musicale italiano Lacuna Coil, pubblicato nel 2019 ed estratto dal loro nono album in studio Black Anima.

## Tracce
- Download digitale

1. Layers of Time – 4:07

## Video
Il videoclip della canzone è stato diretto da Robert "SaKu" Cinardi e girato presso Villa Arconati a Bollate.